# Ернесто Пеллегріні
Ерне́сто Пеллегрі́ні (італ. Ernesto Pellegrini; 14 грудня 1940, Мілан, Італія — 31 травня 2025, Мілан, Італія) — італійський бізнесмен, власник та президент футбольного клубу «Інтернаціонале» з 1984 по 1995 рік.

## Життєпис
Син фермера, Пеллегріні розпочав свою кар'єру на початку 1960-х років як бухгалтер у компанії-виробнику велосипедів Bianchi, заробляючи 50 000 італійських лір на місяць. Пізніше його підвищили до головного бухгалтера, але він попросив додаткової роботи в компанії, згодом ставши завідувачем їдальні.
Це поклало початок його кар'єрному зростанню в індустрії громадського харчування, і в 1965 році він заснував Organizzazione Mense Pellegrini, усвідомивши, що італійське економічне диво сприяло розширенню харчової промисловості, оскільки зростання наявних доходів та зміна харчових звичок трансформували споживчий попит. У 1975 році його компанія змінила статус на Pellegrini S.p.A., яка поступово розширилася, пропонуючи широкий спектр послуг в Італії, включаючи талони на харчування, корпоративне, медичне та шкільне харчування, санітарно-гігієнічні послуги та промислове прибирання, а також соціальну підтримку.
У 2019 році прибуток Pellegrini S.p.A. склав 600 мільйонів євро, а штат компанії налічував близько 6500 співробітників.
Він помер у Мілані 31 травня 2025 року у віці 84 років, у день фіналу Ліги чемпіонів між «Інтером» та «ПСЖ», в якому гравці «нерадзуррі» вийшли на поле з траурними пов'язками.

## Президент «Інтернаціонале»
У 1979 році Пеллегріні написав листа президенту «Інтера» Івано Фраїццолі, попросивши дозволу зробити фінансовий внесок у клуб. У результаті його прийняли до складу правління. Пеллегріні придбав «Інтер» у Івано Фраїццолі в 1984 році, ставши 17-м президентом клубу.
Під керівництвом Пеллегріні «Інтер» придбав таких гравців, як Карл-Гайнц Румменігге, Лотар Маттеус, Юрген Клінсманн та Андреас Бреме, вигравши рекордний чемпіонат Серії А 1988–89 років, а також два Кубки УЄФА та один Суперкубок Італії.
У 2020 році його було включено до Зали слави «Інтернаціонале». У 2022 році його було включено до Зали слави італійського футболу.

## Нагороди
- Кавалер ордена «За заслуги в праці»: 1990[12]